# Stephen Doig
Stephen K. Doig (...) è un giornalista statunitense, professore presso la scuola di giornalismo Walter Cronkite dell'Università dell'Arizona (ASU).

## Biografia
È nato in California, viene chiamato semplicemente Steve Doig. Dal 1970 al 1971 combatte con l'esercito americano in Vietnam. Da lì inizia a scrivere come corrispondente di guerra. Nel 1971 ritorna negli Stati Uniti con una medaglia per il servizio svolto. Negli anni successivi continua a lavorare per l'esercito americano come insegnante. Nel 1974 in Florida comincia la carriera giornalistica al Daytona Beach News-Journal. Dal 1977 al 1996 è cronista per il Miami Herald, dove scrive di educazione, scienza, servizi meteorologici e aviazione, fino a quando non si costituisce all'interno del giornale uno staff speciale per le inchieste e nel quale viene chiamato a far parte. Nel 1992 l'uragano Andrew colpisce la città di Miami, distruggendo tra le altre, la casa di Doig. Coinvolto direttamente in quella tragedia, realizza l'inchiesta "What Went Wrong" con il Miami Herald sugli abusi e le frodi edilizie di Miami, che hanno portato a realizzare negli anni case sempre meno sicure per risparmiare sui materiali. Con quella inchiesta vince nel 1993 il Premio Pulitzer in Giornalismo di Servizio Pubblico.
Philip Meyer, autore del libro "Giornalismo di Precisione" e professore emerito all'Università del Nord Carolina a Chapel Hill, descrive quel lavoro come l'esempio più importante di giornalismo di precisione.
Dopo 19 anni come giornalista del Miami Herald e 25 anni da cronista, nel 1996 lascia la professione per dedicarsi a tempo pieno all'insegnamento del Giornalismo di Precisione e del Computer-assisted reporting presso l'Università dell'Arizona (ASU) dove viene chiamato a fondare la scuola di Giornalismo Walter Cronkite.
Fa parte del comitato dell'IRE (Investigative Reporters and Editors) che assegna ogni anno i premi Philip Meyer, per i migliori reportage di Giornalismo di Precisione. È ospite di importanti Università americane e internazionali per seminari e corsi. Tra gli ultimi, nel 2010, in Europa: il Fulbright presso l'Università di Lisbona e il Festival Internazionale di Giornalismo di Perugia.
Tra le sue inchieste più importanti si segnala quella sui voti in Florida nelle elezioni presidenziali del 2000 tra Al Gore e George W. Bush. Un reportage che ha fatto molto discutere perché ha dimostrato che c'è stato un lieve sbilanciamento di voti a favore di Bush e che invece dovevano essere assegnati a Gore. Una notizia che ha lasciato un'ombra sui risultati reali dell'elezione a presidente di George W. Bush.

## Famiglia
È sposato da 50 anni con Ellyn Alkon Doig, di Boston. Ha due figli, una femmina e un maschio, Matthew Doig, giornalista del Sarasota Herald Tribune, arrivato secondo al Premio Pulitzer del 2010 in giornalismo investigativo.

## Inchieste
- 1992, What Went Wrong, Miami Herald,  Premio Pulitzer in Servizio Pubblico nel 1993
- 2000, 3 dicembre, History in session: gore team states case include `legal votes,' lawyers urge a flawless vote would have shown a winner analysis finds an edge for Gore, l'analisi originale del Miami Herald sul voto in Florida nelle Elezioni Presidenziali del 2000 Bush-Gore
- 2009, 15 gennaio, How big will inaugural crowd be? Do the math, sul numero di persone realmente presenti all'inaugurazione della presidenza di Barack Obama